# Caeté (ort)
Caeté är en ort i Brasilien.   Den ligger i kommunen Caeté och delstaten Minas Gerais, i den sydöstra delen av landet, 600 km sydost om huvudstaden Brasília. Caeté ligger 910 meter över havet och antalet invånare är 33 231.
Terrängen runt Caeté är kuperad åt sydväst, men åt nordost är den platt. Caeté ligger nere i en dal. Caeté är det största samhället i trakten.
Omgivningarna runt Caeté är huvudsakligen savann. Runt Caeté är det tätbefolkat, med 286 invånare per kvadratkilometer.